# Симптом Копліка

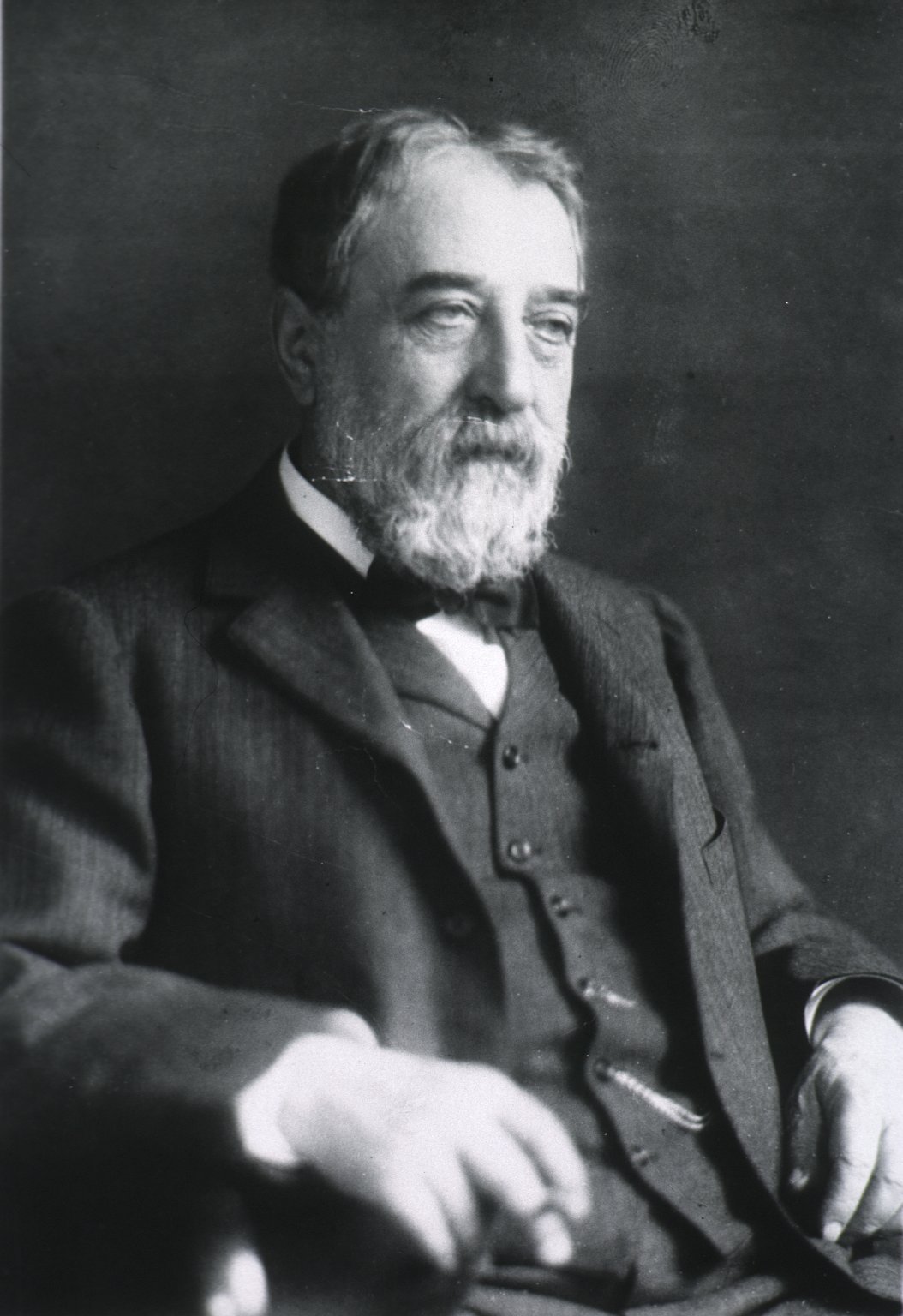
Доктор Генрі Коплік.

Симптом Копліка (також плями Копліка, англ. Koplik's sign, Koplik's spots, maculae Koplik; в країнах колишнього СРСР — плями Бельського Філатова-Копліка) — поява висипань (енантема) у продромальному періоді кору, що є патогномонічним симптомом цієї хвороби, тобто його наявність однозначно свідчить про кір у хворого.

## Етимологія
Етимологічно симптом названо на честь американського педіатра Генрі Копліка, який 1896 року опублікував наукову роботу, в якій звернув увагу на появу таких висипань у ротовій порожнині ще задовго до появи типового висипу на шкірі. У подальшому він систематизував свої вже численні спостереження у більш просунутій роботі. У медичних колах СРСР вважалось, що практично одночасно з Копліком описали симптом російські педіатри О. П. Бельський та Н. Ф. Філатов, тому в медичній літературі того часу та російських медичних джерелах симптом іменують плямами Бельського-Філатова-Копліка, що не є виправданим, адже, як вважають, до Копліка ще декілька вчених описали ці плями — зокрема, Йоганн Андреас Мюррей у XVIII столітті, німецькі лікарі Рейсболд з Вюрцбюрга у 1854 році, Карл Герхард у 1874 році, данський лікар Николай Фліндт у 1879 році. Але саме Копліку присудили пріоритет у цьому питанні, адже його публікації з описом цього феномена вважають класичним.

## Опис симптому
Симптом з'являється за 48 годин до появи типової екзантеми при кору і надалі щезає у дітей з початком висипань на шкірі, тоді як у дорослих можуть виявлятись аж до 2 дня висипань на шкірі.
Плями Копліка являють собою білувато-сіруваті елементи від 1 до 3 мм у діаметрі, що оточені гіперемірованою каймою та розташовані на слизовій оболонці рота навпроти малих корінних зубів, рідше на слизовій губ, яснах, хоча можуть також поширюватися і на інші відділи слизової оболонки рота та на піднебіння. Ці елементи трохи виступають над поверхнею слизової оболонки, тому вони скоріше папули, але за ними закріпилася назва «плями». Їх описують як «крупинки солі на червоному тлі». Плями не зливаються між собою, доволі міцно сидять на своїй основі, тому не знімаються тампоном чи шпателем, Як правило вони існують протягом 48-72 годин та щезають безслідно.
Плями Копліка являють собою патоморфологічно фокуси дегенерації, некрозу і атипового ороговіння епітелію слизової оболонки рота, що виникають через безпосередню дію вірусу кору. Некроз та ороговіння позбавляють прозорості епітеліальний шар, через що підслизова судинна сітка перестає просвічуватися, внаслідок чого плями й мають білий колір.
Є також свідчення, що подібні плями вперше з'являються на кон'юнктиві й слізному м'ясці, раніше від тих, що виявляють на слизовій рота, але через їхній малий розмір, як правило, плями Копліка на згаданих місцях спостерігають зрідка.
Слід пам'ятати, що на м'якому та твердому піднебінні за 1-2 дня до висипу на шкірі може з'являтися корова енантема, яку не варто плутати з плямами Копліка. Енантема являє собою маленькі до 0,7-0,8 см неправильної форми рожево-червоні плями, що досить швидко зливаються і стають нерозрізненими на тлі наростаючої загальної еритеми слизової оболонки ротової порожнини.